# Jean-Jacques Dortous de Mairan
Jean-Jacques Dortous de Mairan, francoski geofizik, astronom, matematik in kronobiolog, * 26. november 1678, Béziers, Francija, † 20. februar 1771, Pariz.
De Mairan je izgubil svojega očeta, Françoisa d'Ortousa, pri svojih štirih letih in mater 12 let kasneje pri svojih šestnajstih letih. Bil je član Francoske akademije in Francoske akademije znanosti ter izbran v mnoga druga znanstvena združenja. Prispeval je odkritja na več področij, med njimi staroveška besedila in astronomija. Njegova opazovanja so navdahnila začetek področja, ki je znano kot raziskovanje bioloških cirkadianih ritmov. V starosti 92 let je umrl za pljučnico.
Pred letom 1731 je odkril emisijsko meglico M43 v ozvezdju Oriona.  De Mairanova meglica je del Orionove meglice M42.